# Клисон (кантон)
Клисон (фр. Clisson) — кантон во Франции, находится в регионе Пеи-де-ла-Луар, департамент Атлантическая Луара. Входит в состав округа Нант.

## История
До 2015 года в состав кантона входили коммуны Буссе, Горж, Жетинье, Клисон, Моньер, Сен-Люмин-де-Клиссон и Сент-Илер-де-Клиссон.
В результате реформы 2015 года состав кантона изменился: в него вошли пять коммун упразднённого кантона Эгрфёй-сюр-Мен.

## Состав кантона с 22 марта 2015 года
В состав кантона входят коммуны (население по данным Национального института статистики Архивная копия от 17 января 2022 на Wayback Machine за 2019 г.):
- Бусе (2 682 чел.)
- Вьейвинь (4 010 чел.)
- Горж (4 851 чел.)
- Жетинье (3 719 чел.)
- Клисон (7 435 чел.)
- Ла-Планш (2 739 чел.)
- Медон-сюр-Севр (3 007 чел.)
- Моньер (2 290 чел.)
- Ремуйе (1 958 чел.)
- Сен-Люмин-де-Клиссон (2 126 чел.)
- Сент-Илер-де-Клиссон (2 320 чел.)
- Эгрефёй-сюр-Мен (4 014 чел.)

## Политика
На президентских выборах 2022 г. жители кантона отдали в 1-м туре Эмманюэлю Макрону 35,5 % голосов против 20,3 % у Жана-Люка Меланшона и 18,1 % у Марин Ле Пен; во 2-м туре в кантоне победил Макрон, получивший 69,4 % голосов. (2017 год. 1 тур: Эмманюэль Макрон – 27,8 %, Франсуа Фийон – 20,6 %, Жан-Люк Меланшон – 20,1 %, Марин Ле Пен – 14,8 %; 2 тур: Макрон – 75,9 %. 2012 год. 1 тур: Николя Саркози — 29,0 %, Франсуа Олланд — 27,1 %, Марин Ле Пен — 13,2 %; 2 тур: Саркози — 50,4 %).
С 2015 года кантон в Совете департамента Атлантическая Луара представляют мэр коммуны Жетинье Франсуа Гийо (François Guillot) (Республиканцы) и мэр коммуны Вьейвинь Нелли Сорен (Nelly Sorin) (Разные правые).
|                | Кандидаты                     | Партия                   | Первый тур | Первый тур     | Второй тур | Второй тур |
| Кол-во голосов | Кандидаты                     | Партия                   | % голосов  | Кол-во голосов | % голосов  |            |
| -------------- | ----------------------------- | ------------------------ | ---------- | -------------- | ---------- | ---------- |
|                | Франсуа Гийо Нелли Сорен      | Правый блок              | 4 192      | 46,36          | 4 975      | 55,61      |
|                | Вероник Но-Редуа Стефан Энтем | Разные левые             | 3 186      | 35,23          | 3 971      | 44,39      |
|                | Матео Баракасса Натали Тьебо  | Национальное объединение | 1 019      | 11,27          |            |            |
|                | Педро Майя Эльза Пакис-Лоран  | Коммунистическая партия  | 646        | 7,14           |            |            |

|                | Кандидаты                           | Партия             | Первый тур | Первый тур     | Второй тур | Второй тур |
| Кол-во голосов | Кандидаты                           | Партия             | % голосов  | Кол-во голосов | % голосов  |            |
| -------------- | ----------------------------------- | ------------------ | ---------- | -------------- | ---------- | ---------- |
|                | Франсуа Гийо Нелли Сорен            | Правый блок        | 5 725      | 41,47          | 7 351      | 57,68      |
|                | Жозет Бусоньер Филипп Жерго         | Разные левые       | 4 223      | 30,59          | 5 394      | 42,32      |
|                | Дени Гильбо Козет Марешаль          | Национальный фронт | 2 746      | 19,89          |            |            |
|                | Клодин Деше-Ле Стра Алексис Широкоф | Левый фронт        | 1 111      | 8,05           |            |            |